# Odontophoroides paramonhystera
Odontophoroides paramonhystera is een rondwormensoort uit de familie van de Axonolaimidae. De wetenschappelijke naam van de soort is voor het eerst geldig gepubliceerd in 1982 door Lambshead.